# Улф Пойнт
Улф Пойнт (на английски: Wolf Point) е град в окръг Рузвелт, щата Монтана, САЩ. Улф Пойнт е с население от 2663 жители (2000) и обща площ от 2,3 km². Намира се на 609 m надморска височина. ЗИП кодът му е 59201, а телефонният му код е 406.